# Heijense Bos
Het Heijense Bos is een natuurgebied ten oosten van Heijen, dat eigendom is van de gemeente Gennep.
Het bos meet 130 ha en bestaat uit loof- en naaldhout. Het ligt op het rivierduin ten oosten van de Maas en het hoogste punt is bijna 17 meter.